# Parkhotel Richmond

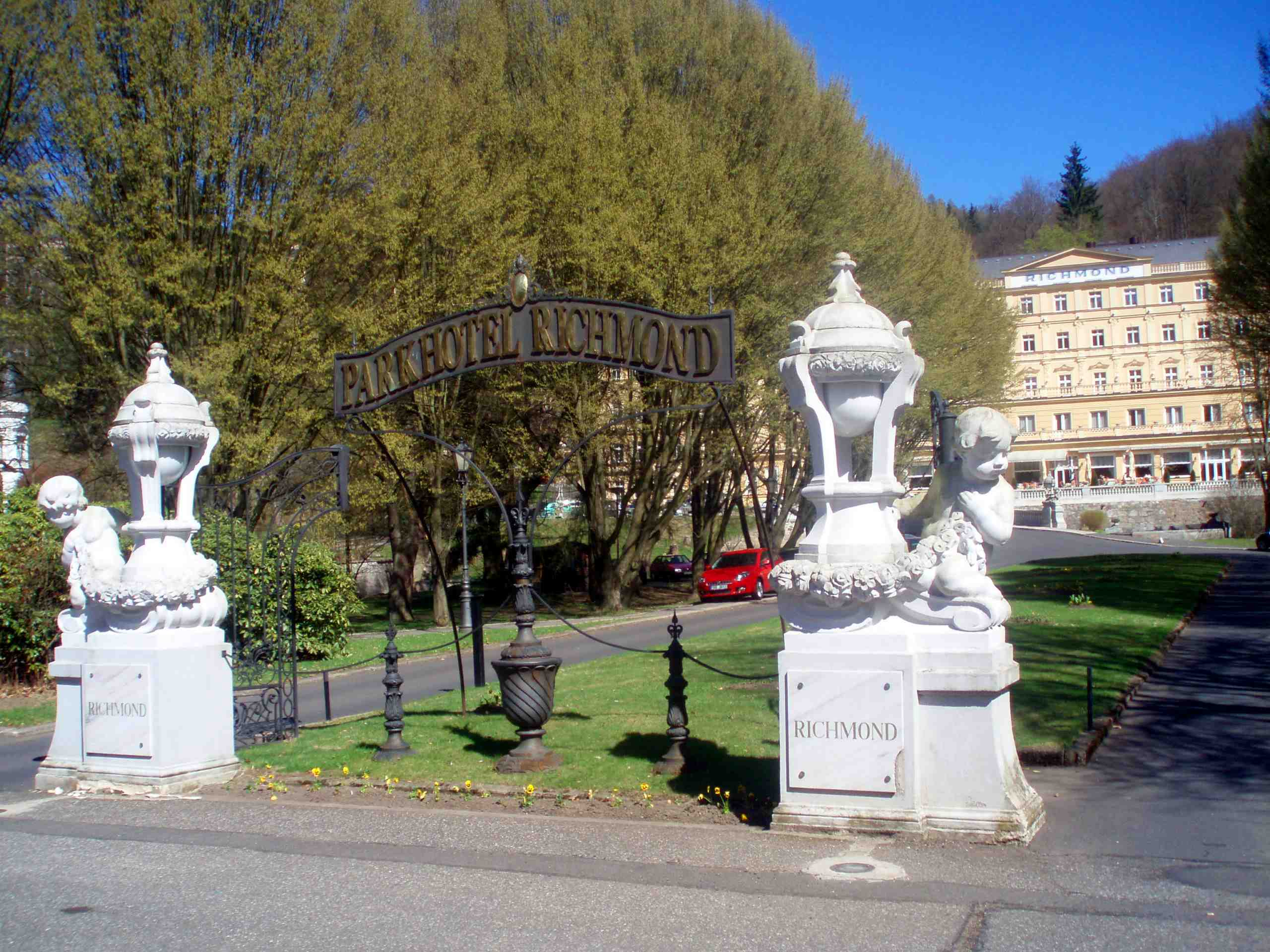
Blick zum Parkhotel Richmond

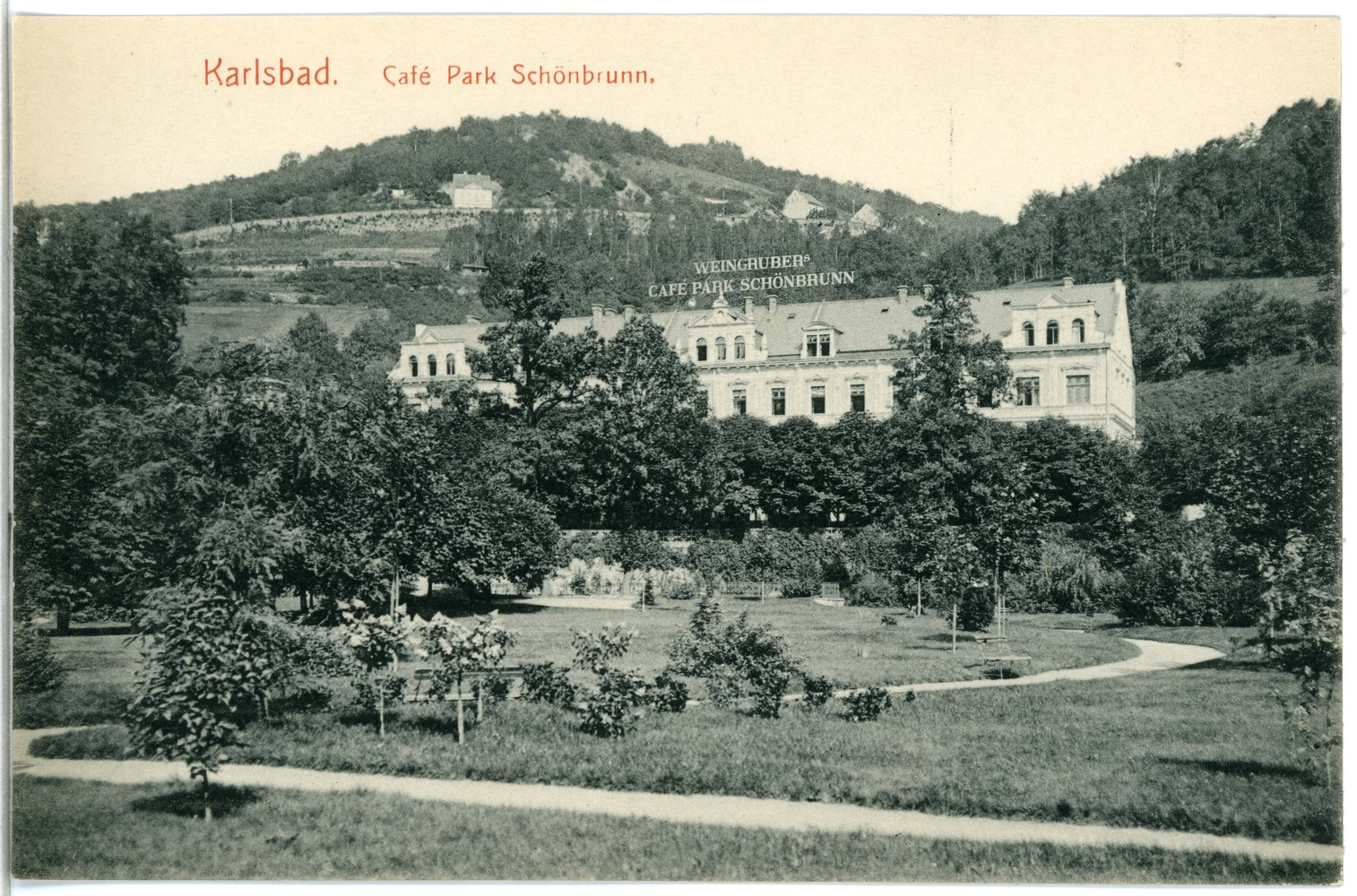
Weingrubers Cafe Park Schönbrunn (1910)

Das Parkhotel Richmond ist ein unter Denkmalschutz stehendes Kurhotel im tschechischen Karlsbad, das am rechten Ufer der Teplá südlich des Stadt- und Kurzentrums im Park Schönbrunn liegt. In der hoteleigenen Parkanlage steht u. a. die lebensgroße Figur des Karlsbader Hirsches (Sage vom Hirschsprung). Unmittelbar an das Hotel grenzt der heutige Beethovenpark, in dem sich u. a. ein Denkmal für Ludwig van Beethoven und die mit einem Brunnenhäuschen eingefasste 15° warme Stephanie–Quelle befinden.

## Geschichte
Das ehemalige Weingruber´s Café Park Schönbrunn entstand in den 1850er Jahren und war 1911 Veranstaltungsort der Karlsbader Kollektiv-Ausstellung Oskar Kokoschka, die von Walter Serner organisiert worden war. Das Gebäude wurde in Richmond Park Hotel umbenannt, im klassizistischen Stil aufgestockt und wird z. Z. als Parkhotel Richmond betrieben.
Besitzer des Hotels war der jüdische Hotelier und Inhaber des Hotels Atlantik Alois Klein, der zu den bekannten Persönlichkeiten in Karlsbad gehörte.